# Sân bay Kursk Vostochny

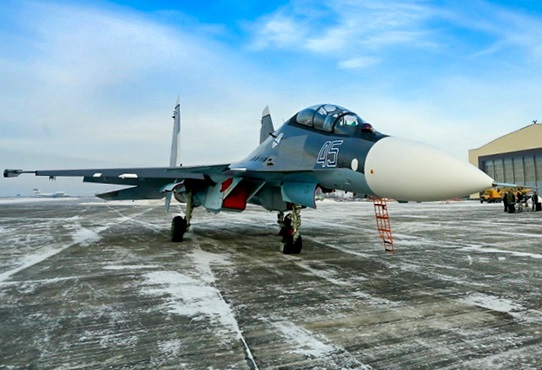
Một máy bay chiến đấu Su-30SM ở sân bay Kursk Vostochny

Sân bay Vostochny (tiếng Nga: Аэропорт Восточный) (IATA: URS, ICAO: UUOK) là một căn cứ không quân dành cho máy bay tiêm kích đánh chặn ở Kurst Oblast, Nga, 7 km về phía đông Kursk.
Khalino là nơi đóng quân:
- Đơn vị 472 với máy bay MiG-23P đầu thập kỷ 1990 [1].

Hiện là nơi đóng quân của:
- Đơn vị 14 với máy bay MiG-29 di dời từ Zherdevka (căn cứ không quân).[2].

## Các hãng hàng không và các tuyến điểm
- Belavia (Minsk)
- UTair Aviation (Moscow-Vnukovo)